# فنیل-۲-نیتروپروپن
فنیل-۲-نیتروپروپن (به انگلیسی: Phenyl-2-nitropropene) با فرمول شیمیایی C۹H۹NO۲ یک ترکیب شیمیایی با شناسه پاب‌کم ۱۵۴۹۵۲۰ است. که جرم مولی آن 163.17 g mol−۱ می‌باشد. شکل ظاهری این ترکیب، جامد است.